# Philorus novem
Philorus novem är en tvåvingeart som beskrevs av Kaul 1971. Philorus novem ingår i släktet Philorus och familjen Blephariceridae. Inga underarter finns listade i Catalogue of Life.